# Sonate voor twee piano's in D majeur (Mozart)

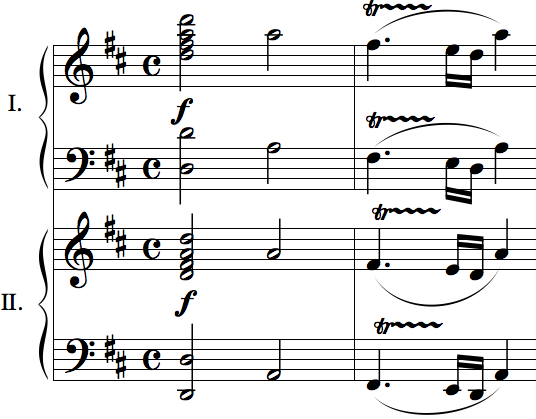
De opening van het Allegro con spirito

Sonate voor twee piano's in D majeur (KV 448) is een compositie van Wolfgang Amadeus Mozart. Hij schreef het werk in november 1781 in Wenen toen hij 25 jaar was. De sonate is geschreven voor een uitvoering die Mozart zou geven met de pianiste Josephine von Aurnhammer. De sonate is het enige werk dat Mozart formeel gezien voor twee piano's schreef.
De sonate bestaat uit drie delen in strikte sonatevorm. Bij uitvoering duurt het stuk bijna een half uur:
1. Allegro con spirito
2. Andante
3. Molto allegro

## Mozarteffect
Het Colombian Foundation Center for Epilepsy and Neurological Diseases (FIRE), heeft gesuggereerd dat de sonate KV448 van Mozart het zg. "mozarteffect" kan bewerkstelligen. Dat effect zou tot gevolg kunnen hebben dat het luisteren naar deze muziek een gunstige invloed heeft op de ruimtelijke inzicht en bij epilepsiepatiënten tot een vermindering van het aantal aanvallen kan leiden.